# تشارلز غينز (لاعب كرة قدم أمريكية)
تشارلز غينز (بالإنجليزية: Charles Gaines)‏ هو لاعب كرة قدم أمريكية أمريكي، ولد في 3 أكتوبر 1992 في ميامي في الولايات المتحدة.

## وصلات خارجية
- تشارلز غينز على موقع مرجع كرة القدم المحترفة.كوم (الإنجليزية)